# のせじゅんこ
のせ じゅんこは、日本の漫画家。
『ちゃお』（小学館）1994年1月号でベスト賞を受賞、1993年下半期ベスト賞でデビュー。デビュー作は、「アココ♥LOVE系!」（1994年ちゃおDX春待ち大増刊号掲載）。『ちゃお』では読切とホラー漫画を中心に執筆していた。
投稿時代のペンネームは、「野々瀬じゅん子」であった。

## 作品リスト

### 漫画
- アココ♥LOVE系!（デビュー作）
- ねこにゃん!ヨンペ
- らぶ❤︎ペン！
- だぶる王子をひとりじめっ!
- あくまでのざる!
- だってすきニャンだもん（ちゃお本誌デビュー作）
- マジでまじカル!?（1996年ちゃおDX春の超大増刊号）
- おはぎこわい (1997年 ちゃおDX 春の超大増刊号)
- 真夏の日の悪夢 (地獄の迷宮に描き下ろし)

### イラスト
- 三好りえプロデュースイベント「心接」- グッズのイラスト[1]